# エイヌ語
エイヌ語 (エイヌご、Äynu, Aini, Ejnu) は、中国の新疆ウイグル自治区で話される、テュルク諸語に属する少数言語である。ウイグル語の文法・音素と、主にペルシア語の語彙からなる。

## 分布

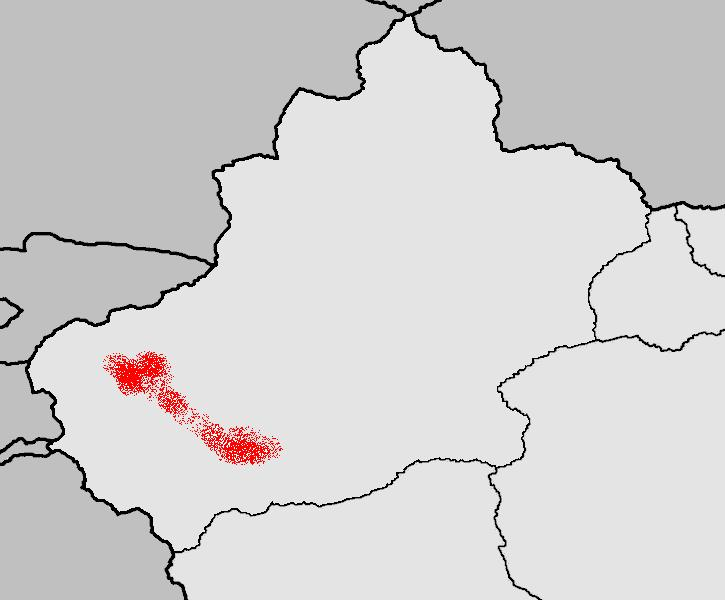
新疆ウイグル自治区内のエイヌ語の分布

エイヌ語の使用域は新疆ウイグル自治区のタリム盆地南部に点在している。話者はかつて「アブダル」と呼ばれ差別された人々で、周囲の集落との通婚はまれであったが、現在はほとんどが農業や商業に従事し、周囲の集落との違いはほとんどなくなった。話者は普段はウイグル語を使い、よそ者が来たときに一種の秘密語であるエイヌ語を使う。

## 音韻
エイヌ語の音素はウイグル語と同じである。

### 母音
母音の音素は以下の 8 個があり、長短を区別する。
- a, ɛ, e, i, ø, y, o, u

### 子音
子音の音素は 22 個ある。
|          | 両唇音 | 歯茎音 | 硬口蓋音 | 軟口蓋音 | 口蓋垂音 | 声門音 |
| -------- | ------ | ------ | -------- | -------- | -------- | ------ |
| 破裂音   | p b    | t d    |          | k g      | q        |        |
| 破擦音   |        |        | ʧ ʤ      |          |          |        |
| 摩擦音   | v      | s z    | ʃ        |          | χ ʁ      | h      |
| 鼻音     | m      | n      |          | ŋ        |          |        |
| はじき音 |        | r      |          |          |          |        |
| 側音     |        | l      |          |          |          |        |
| 接近音   |        |        | j        |          |          |        |

## 文法・語彙
文法はウイグル語と同じであり、機能語もウイグル語のものだが、内容語は主にペルシア語に由来する。このため、ウイグル語話者には理解できない。例えば、エイヌ語を使い始めるときの決まり文句を国際音声記号 (IPA) で示す。
- /kalaŋ kɛslɛː hɛs voldi/. /soχunni kɛmtɛː qilaili/. (偉い人たちが現れた。口を慎もう。)

これに対応するウイグル語の文を以下に示す。
- /ʧoŋ adɛmlɛː pɛjdaː voldi/. /søzni az qilaili/. (〃)

比べてみると、違うのは内容語だけで、文法と機能語は同じである。
| エイヌ語  | ウイグル語 | 意味     |
| --------- | ---------- | -------- |
| /kalaŋ/   | /ʧoŋ/      | 大きい   |
| /kɛs/     | /adɛm/     | 人       |
| /lɛː/     | /lɛː/      | 複数     |
| /hɛs/     | /pɛjdaː/   | いる*    |
| /vol/     | /vol/      | なる*    |
| /di/      | /di/       | 過去時制 |
| /soχun/   | /søz/      | 言葉     |
| /ni/      | /ni/       | 対格     |
| /kɛmtɛː/  | /az/       | 少なく   |
| /qilaili/ | /qilaili/  | しよう   |

*「いる」と「なる」で「現れる」を意味する。

## 成立過程
エイヌ語話者はもとはペルシャ語話者であった。そのためエイヌ語は、語彙はペルシャ語由来のものがほとんどでありながら、文法構造はウイグル語という言語である。ウイグル語に同化する途中にある、一種の混合言語と言える。